# Państwowy Uniwersytet Pedagogiczny w Krzywym Rogu
Państwowy Uniwersytet Pedagogiczny (ukr. Криворізький державний педагогічний університет) – ukraińska szkoła wyższa w Krzywym Rogu. 

## Wydziały
Kształcenie prowadzone jest w różnych specjalnościach na 9 wydziałach:
- Wydział Fizyki i Matematyki
- Wydział Nauk Przyrodniczych
- Wydział Edukacji Przedszkolnej i Technicznej
- Wydział Psychologii i Pedagogiki
- Wydział Filologii Ukraińskiej
- Wydział Języków Obcych
- Wydział Sztuki
- Wydział Historyczny
- Wydział Geografii

## Znani absolwenci
- Wasyl Skopenko
- Olena Tsygitsa